# Bogar
Bogar es manejar los remos de una embarcación de modo que se la haga marchar.

## Descripción

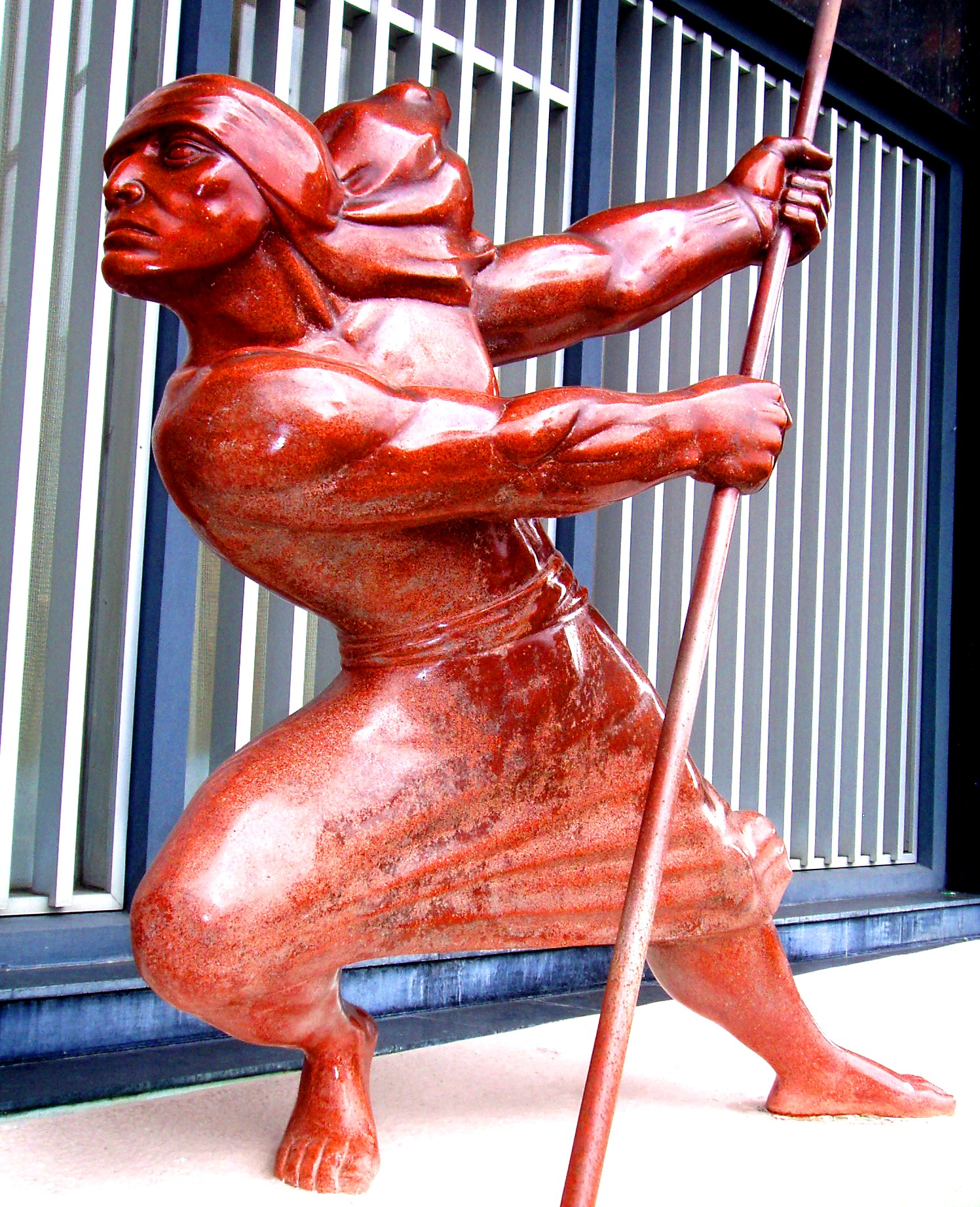
Boga Pijao.

La boga consiste en dar movimiento a una embarcación, haciéndola navegar a impulso de los remos con empuje violento y vigoroso, dado en el agua, de proa a popa, o sea, de adelante a atrás. En la boga el remo funciona como una palanca de primer grado , que tiene el punto de apoyo en el agua, la potencia o sea la fuerza motriz suministrada por el brazo del remero, aplicada al puño o extremo del guion y la resistencia aproximadamente en su medianía, por cuyo punto se apoya en la chumacera o escalamo que lo liga a la embarcación que es preciso mover. El movimiento será tanto más eficaz cuanto más largo sea el remo, mayor guion tenga dentro de la embarcación y más horizontalmente se haga el esfuerzo. De ello que se deduce que la pala del remo debe meterse en el agua sólo lo necesario para que encuentre suficiente apoyo y que cuanto menos ésta se moje es tanto más eficaz la fuerza que se aplica al guion y tanto menor el cansancio del que boga.

## Sobrenombres
Toma la boga varios sobrenombres, cuyas distintas denominaciones son debidas al grado de esfuerzo empleado, en cada caso, para manejar los remos o bien a la manera como ello se efectúa:
- Boga arrancada: Cuando se emplea gran fuerza y se hace con precipitación, sirviéndose a un mismo tiempo de todos los remos manejados acompasadamente.
- Boga larga: La que se hace extendiendo mucho los remos para dar más empuje a la embarcación, denominándose también así aquella boga en la que se mantienen gran rato en el agua las palas de los remos.
- Boga limpia: la que se ejecuta con desembarazo, acompasada y si salpicar el agua, diciéndose sucia de la que se hace de modo contrario.
- Boga picada: Si menudea el meter y sacar del agua las palas de los remos.
- Boga ranchera: La que se hace sin compás ni uniformidad en los movimientos.

## Formas de bogar
Se dice zingar o bogar con espadilla cuando no se hace uso más que de un solo remo puesto en la popa.
Para bogar inclinándose, partiendo de la posición de remos armados con las palas; en sentido horizontal se maniobra en tres tiempos:
- En el primero, se inclina el cuerpo hacia delante, se abren las piernas y se extienden los brazos todo lo posible llevando las palas hacia proa, al mismo tiempo que se ponen verticales; la cabeza se mantiene rígida, debiéndose mirar a popa o a la espalda del que está sentado en la bancada de delante, el pecho y el vientre deben sostenerse henchidos.
- En segundo lugar, se mojan las palas en el agua sin salpicar y, cerrando los muslos, se obliga el cuerpo hacia atrás hasta pasar la vertical doblando los brazos y arrastrando el guion del remo; cuando la pala ha pasado del través, se saca del agua.
- En tercero, se lleva el cuerpo a la vertical y el remo a la primera posición.